# Kevin Wimmer
Kevin Wimmer (15 de novembre de 1992, Wels, Àustria) és un futbolista austríac, juga com a defensa central i el seu actual equip és el Tottenham Hotspur de la Premier League d'Anglaterra. És també internacional habitual amb Àustria.

## Estadístiques

### Clubs
- Actualitzat fins al 30 de desembre de 2015.[3]

| LASK Linz · Àustria |               |               |    |   |    |   |   |    |     |      |      |
| 1a | 2011/12       | 26            | 3  | 3 | 0  | - | - | 29 | 3   | 0,10 |      |
| Total club | Total club    | 26            | 3  | 3 | 0  | 0 | 0 | 29 | 3   | 0,10 |      |
| 1. FC Köln · Alemanya |               |               |    |   |    |   |   |    |     |      |      |
| 2a | 2012/13       | 9             | 0  | 2 | 0  | - | - | 11 | 0   | 0,00 |      |
| 2a | 2013/14       | 26            | 2  | 2 | 0  | - | - | 28 | 2   | 0,07 |      |
| 1a | 2014/15       | 32            | 0  | 2 | 0  | - | - | 34 | 0   | 0,00 |      |
| Total club | Total club    | 67            | 2  | 6 | 0  | 0 | 0 | 73 | 2   | 0,03 |      |
| Tottenham Hotspur FC · Anglaterra |               |               |    |   |    |   |   |    |     |      |      |
| 1a | 2015/16       | -             | -  | 1 | 0  | 2 | 0 | 3  | 0   | 0,00 |      |
| Total club | Total club    | 0             | 0  | 1 | 0  | 2 | 0 | 3  | 0   | 0,00 |      |
| Total carrera | Total carrera | Total carrera | 93 | 5 | 10 | 0 | 2 | 0  | 105 | 5    | 0,05 |
| (1) Inclou dades de Copa d'Àustria, Copa d'Alemanya i Copa de la lliga d'Anglaterra. (2) Inclou dades de Europa League. (3) No inclou gols en partits amistosos. |               |               |    |   |    |   |   |    |     |      |      |